# Nokia 8110
Nokia 8110 — однодиапазонный мобильный телефон фирмы Nokia, использовавшийся в фильме «Матрица». В фильме на задней панели телефона имелась кнопка, при нажатии на которую защитная крышка телефона отщёлкивается сама и вы автоматически соединяетесь со своим собеседником; однако в серийном производстве модель была представлена только со сдвигающейся вручную крышкой. Автоматический механизм был реализован только в последователе — Nokia 7110. Анонсирован был 9 сентября 1996 года, a в продаже эта модель телефона появилась в 1997 году. Благодаря слегка изогнутой форме своего корпуса модель получила прозвище «банан». В настоящее время снята с производства.
Похожие модели:
- Nokia 8110i — модель с дополнительными функциями (Nokia Smart Messaging).
- Nokia 8148 — однодиапазонная модель GSM 1800.

Новая версия была представлена на выставке MWC 2018 под названием Nokia 8110 4G. Новый аппарат использует ОС KaiOS и чипсет Qualcomm 205.